# Линьяриш (Селорику-да-Бейра)
Линья́риш (порт. Linhares) — район (фрегезия) в Португалии, входит в округ Гуарда. Является составной частью муниципалитета Селорику-да-Бейра. По старому административному делению входил в провинцию Бейра-Алта. Входит в экономико-статистический субрегион Бейра-Интериор-Норте, который входит в Центральный регион. 
Занимает площадь 15,47 км². В ней проживает 213 жителей (по состоянию на 19 апреля 2021 года). Линьярес входит в число двенадцати исторических деревень, называемых Алдеиас-Гисториас.
Покровителем района считается Евфимия Всехвальная (порт. Santa Eufémia).

## География
Расположенный на высоте около 800 метров на окраине природного парка Серра-да-Эштрела, это место находится примерно в 15 км от административного центра округа Селорико-да-Бейра.

## Веб-ссылки
- Официальный сайт
- Веб-сайт Aldeias Históricas с информацией о Линьяресе (порт., исп., англ.)